# House glazba
House je glazbeni pravac koji se svrstava u elektroničku glazbu.

## Povijest house glazbe
Nastao je u ranim osamdesetima u Chicagu te populariziran sredinom 1980-ih godina preko većih gradova, Detroita, Toronta, New Yorka, Los Angelesa, Manchestera, Miamia i Londona. House glazbi svojstveno je korištenje elektroničkih glazbenih instrumenata, Roland TR-808, Roland TB-303 te različitih vrsta synthesizera i "sempliranjem" (eng. sampling).
Karakterizira ju 4/4 takt, udarac bas bubnja na svaku četvrtinku (engl. four to the floor) i udarac "snaredrum" na svaku drugu četvrtinku. Tempo se obično kreće od 120 do 130 "BPM-a" udaraca po minuti (eng. beat per minute).
House glazba ima i podžanrove, a najvažniji su acid house, hip house, tech house, garage house i deep house. Zaštitni znak "acid-house" glazbe popularni je "smajlić" (eng. smiley face)
U Velikoj Britaniji krajem 1980-ih održavaju se veliki "acid house partyji" gdje su posjetitelji nosili odjeću dekoriranu popularnim "smajlićima". Ta vrsta glazbe odnosno sub kulture bila je klupska scena popularno zvana "underground". 
Nažalost, ova vrsta glazbe bila je zabranjivana krajem 1980-ih, poglavito u Velikoj Britaniji jer je dosta poklonika odnosno posjetitelja klubova konzumirala različite sintetičke droge odnosno Ecstasy.

## Izdvojeni komercijalni uspjesi iz povijesti house glazbe
- 1989. godine, belgijski producent Jo Bogaert predstavlja studijski sastav Technotronic i album Pump Up The Jam;
- britanski sastav S'express 1989. godine sa skladbama "Theme from S'express", "A Guy Called Gerald" i "Superfly Guy";
- Nizozemac Peter Slaghuis odnosno njegov projekt Hithouse 1988. godine sa skladbom "Jack to the Sound of the Underground";
- talijanski sastav Black Box 1990. godine sa skladbama "Everybody everybody", "Ride On Time", "I Don't Know Anybody Else", na kojima izvorne vokale pjevaju dvije poznate američke pjevačice, Martha Wash i Lolleata Holloway;
- Amerikanka Lonnie Gordon 1989. godine sa skladbom "Happenin' All Over Again";
- britanski sastav Coldcut i Lisa Stansfield 1989. godine pjesmom "People Hold On", a s pjevačicom Yazz pjesme "Doctorin' the House" i "The Only Way Is Up";
- Britanac Adamski (Adam Paul Tinley), sa skladbom "N-R-G" s njegovog prvog albuma "Liveandirect" iz 1989. godine u "acid-house" glazbenom žanru, te skladbom "Killer" koju je otpjevao britanski pjevač Seal
- američki sastav Inner City (Detroit), oformljen 1987. godine, kojeg su činili Kevin Saunderson i Paris Grey, sa skladbama "Big Fun", "Good Life" i "Ain't Nobody Better";
- američki hip house izvođači Mr. Lee, Doug Lazy, i drugi, te britanski The Adventures Of Stevie V, Wee Papa Girl rappers;
- američka pjevačica Robin S., sredinom 1990-tih sa skladbama "Show Me love" i "Luv 4 Luv"
- britanski sastav K-klass, početkom 1990-tih sa skladbama "Let Me Show You" i "Rhythm Is A Mistery"
- britanski sastav Oceanic, početkom 1990-tih sa skladbom "Insanity"

## Predstavnici house glazbe
Danas je "house" modificirani glazbeni pravac od onog originalnog s kraja 1980-ih, iako postoje izvođači ali u jednom malom broju koji njeguju izvorni glazbeni stil. Većina su originalnih gramofonskih ploča danas rariteti i vrlo cijenjene i postale su dio kolekcionarskih kućnih zbirka. Treba spomenuti tipične predstavnike house glazbe, to su pjevačice Alison Limerick, CeCe Peniston, Jocelyn Brown, Shawn Christopher, Lonnie Gordon, Lady Miss Kier (Kierin M. Kirby) - Deee Lite, Adeva, Pamela Fernandez, OT Quartet i mnogi drugi.
Neki od predstavnika house glazbe 1980-ih godina su:
- D-Mob
- The Break Boys
- A Guy called Gerald
- Mr. Fingers
- D-Mob
- Todd Terry
- Royal House
- The Jungle Brothers
- Steve "Silk" Hurley
- Julian "Jumpin" Perez
- Ron Hardy
- M.A.R.R.S.
- Bomb the bass
- The Jungle Crew
- Black Kiss
- 2 Smooth
- 49'ers
- Fast Eddie
- Jamie Principle
- KA Posse
- Magic Max
- She Rockers
- Simon Harris
- The Beatmasters
- Two without hats
- Tyree
- The Airplane Crushers
- Ballearic Beach
- The Acid Kids
- The Maxx

Neki od današnjih predstavnika house glazbe:
- Carl Cox
- David Guetta
- Frankie Knuckles
- Daft Punk
- Eric Morillo

i mnogi drugi.